# Comuna Sinne, Krasnopillea
Sinne (în ucraineană Сінне) este o comună în raionul Krasnopillea, regiunea Sumî, Ucraina, formată din satele Barîlivka, Hnîlîțea, Hrunivka și Sinne (reședința).

## Demografie
Componența lingvistică a comunei Sinne
     Ucraineană (95,64%)
     Rusă (3,89%)
     Alte limbi (0,36%)
Conform recensământului din 2001, majoritatea populației comunei Sinne era vorbitoare de ucraineană (95,64%), existând în minoritate și vorbitori de rusă (3,89%).